# Línea 35 (Maldonado)
La línea 35 es una línea de transporte urbano de Maldonado. Une la ciudad de San Carlos con el balneario José Ignacio.

## Creación
Fue creada para atender las solicitudes de los vecinos de José Ignacio, que manifestaron el interés de contar con ese servicio, asimismo es un balneario que a lo largo de los años se ha ido urbanizando y cuentan con un escaso acceso al transporte. La línea es atendida por las empresas Codesa y Machado Turismo con 1 unidad de ómnibus cada uno, lo cual representa una frecuencia aproximada de 50 minutos.

## Recorridos
Ida: (Vialidad) Avenida Wilson Ferreira Aldunate, Avenida Alvariza, 25 de Agosto, 4 de Octubre, Avenida Rodó, Terminal San Carlos, Carlos Reyles. Avenida Rocha, Fernández Chávez, Rambla General Artigas, Avenida Frade, Ruta Nº9, Ruta Nº104, Camino Medellín, Ruta Nº10, Camino Sainz Martínez, Los Cisnes, Sainz Martínez, Los Teros, Plaza Faro José Ignacio.
Vuelta: Plaza Faro José Ignacio, Las Golondrinas, Las Garzas, Sainz Martínez, Los Cisnes, Camino Sainz Martínez, Ruta Nº10, Camino Medellín, Ruta Nº104, Ruta Nº9, Avenida Frade, 25 de Agosto, 4 de Octubre, Avenida Rodó, Terminal San Carlos, Carlos Reyles, Avenida Alvariza, Avenida Wilson Ferreira Aldunate (Vialidad).